# Sonnenfinsternis vom 30. April 2022
Bei der Sonnenfinsternis vom 30. April 2022 handelte es sich um eine rein partielle Finsternis, die Erde wurde also nur vom Halbschatten des Mondes getroffen. Die Finsternis spielte sich fast ausschließlich über dem Südlichen Ozean ab. In Chile und im Südwesten Argentiniens konnte die Finsternis in den Abendstunden beobachtet werden. Im Süden Patagoniens wurde etwas mehr als die Hälfte der Sonne vom Mond verdeckt.
Die Finsternis war die 66. des 71 Finsternisse umfassenden Saros-Zyklus 119. Die folgenden fünf Finsternisse dieses Zyklus werden auch rein partiell sein, sie werden noch weiter südlich stattfinden und das Sichtbarkeitsgebiet wird noch kleiner sein als bei dieser Finsternis.